# Cynanchum sigridiae
Cynanchum sigridiae är en oleanderväxtart som beskrevs av U. Meve och M. Teissier. Cynanchum sigridiae ingår i släktet Cynanchum och familjen oleanderväxter. Inga underarter finns listade i Catalogue of Life.